# Nabil Dirar
Nabil Dirar (Casablanca, 25 de febrero de 1986) es un futbolista marroquí que juega de centrocampista en el K. F. Gostivari de la Primera División de Macedonia del Norte desde 2024.

## Clubes
| Club                 | País                | Año       |
| -------------------- | ------------------- | --------- |
| Diegem Sport         | Bélgica             | 2004-2006 |
| K. V. C. Westerlo    | Bélgica             | 2006-2008 |
| Club Brujas          | Bélgica             | 2008-2012 |
| A. S. Monaco         | Francia             | 2012-2016 |
| Fenerbahçe S. K.     | Turquía             | 2017-2021 |
| Club Brujas (cedido) | Bélgica             | 2021      |
| Kasımpaşa S. K.      | Turquía             | 2021-2022 |
| S. C. C. Mohammédia  | Marruecos           | 2022      |
| Ishøj IF             | Dinamarca           | 2023      |
| F. C. Schifflange 95 | Luxemburgo          | 2024      |
| K. F. Gostivari      | Macedonia del Norte | 2024-     |

## Palmarés

### Títulos nacionales
| Título                      | Club         | País    | Año     |
| --------------------------- | ------------ | ------- | ------- |
| Ligue 2                     | A. S. Monaco | Francia | 2012-13 |
| Ligue 1                     | A. S. Monaco | Francia | 2016-17 |
| Primera División de Bélgica | Club Brujas  | Bélgica | 2020-21 |